# Nordkraft (kulturhus)
 For alternative betydninger, se Nordkraft. (Se også artikler, som begynder med Nordkraft)
Nordkraft er et kulturhus indrettet i Aalborgs nedlagte kraftværk ved havnen. Nordkraft åbnede i 2009 og kommunen forestiller sig kulturel synergi med naboerne Musikkens Hus i Nordjylland og Utzon Center på den centrale havnefront. Nordkraft afgrænses af Teglgårds Plads, Østerbro, Jakob Ejersbos Plads (indtil juni 2021 Kjellerups Torv) og Nyhavnsgade.

## Beboere
- Aalborg Kulturskole
- Aalborg Kunstpavillon
- Aalborg Martial Arts
- Aalborg Taekwondo Klub Soo-Bak
- Aalborg Universitet Idræt og Universitetsbibliotek
- Azzurra Nordkraft
- Biffen Art Cinema
- Den Rytmiske
- DGI Nordjylland
- DGI-Huset Nordkraft
- Dreamhouse
- FOKUS Folkeoplysning
- I. H. Aalborg
- Jydsk Håndbold Forbund
- KUL
- Kulturforeningen Baghuset
- Kunsthal NORD
- NORD craft
- Nordkraft Event
- Samvirkende Idræts-Foreninger Aalborg (SIFA)
- Skråen
- Sportskarate.dk
- Sundhedscenter Aalborg
- TapaTapas - Spansk tapasbar
- Teater Nordkraft - fusion mellem Jomfru Ane Teatret og JakoBole Teatret
- VisitAalborg - Administration
- VisitAalborg - InfoCenter Aalborg